# Gombaszögi Nyári Tábor
A Gombaszögi Nyári Tábor a Szlovákiában, Csehországban és Magyarországon tanuló Felvidéki egyetemisták szervezetének, a Diákhálózatnak, tagszervezeteinek és még további több tucat civil szervezetnek a nyaranta (általában július közepén) tartott fesztiválja, tábora és szabadegyeteme. Eredetileg a Szalóc községhez tartozó Gombaszögön, a cseppkőbarlang melletti kempingben tartották (innen a név), de igazi felvirágzására és közismertségére a 2005-től 2015-ig tartó krasznahorkaváraljai időszak alatt került sor.[forrás?] 2016-ban ismét Gombaszögön került megrendezésre és egészen napjainkig ott rendezik. A szlovákiai magyar fiatalság legnagyobb nyári rendezvénye, a meghívott zenekarok révén zenei fesztiválként, a meghívott előadók révén szabadegyetemként és társadalmi kerekasztalként is működik. Főszervezője 2023 óta Nászaly Gábor, előtte 2009 óta Orosz Örs, a szervezési feladatokat 2012 óta a Sine Metu Polgári Társulás látja el.[forrás?]

## Története
A tábor elődje  az 1920-as években, a prágai Szent György Diákkör tábora volt Gombaszögön. A táborok a cserkészmozgalom táboraiból nőttek ki, 1928. augusztus 1-jén a Sarló ifjúsági mozgalom is Gombaszögön alakult meg.
A két világháború közötti időben élénk magyar diákélet folyt az akkori Csehszlovákia fővárosában, ez azonban a második világháború alatti és utáni években szinte teljesen megszűnt és csak az 1950-es években éledt újjá. A rendszeresen összejáró magyar egyetemisták 1957-ben alakították meg az Ady Endre Diákkört, mely azóta is folyamatosan működik. A diákkör 1965-ben rendezett először Berzétekőrösön Nyári Ifjúsági Táborozás (NYIT) néven tábort, melyet 1972-ig minden évben megtartottak (1966 - Abara, 1967 - Pinc, 1968 - Keszegfalva, 1969 - Kéménd, 1970 - Kaposkelecsény, 1971 -  Körtvélyes, 1972 - Jászó).
1977-ben indult újjá a diáktábor, Nyári Művelődési Tábor néven, Örsújfalun, ezzel egyidőben járási táborok is indultak, melyek időnként megegyeztek az országos táborral. A táborok kezdetben központilag szervezett országos rendezvények voltak, majd a nyolcvanas évek második felétől egyre inkább a kisebb régiók számára rendezték meg őket.
Nyári Művelődési Táborok
- 1977-1979 - Örsújfalu
- 1980-1981 - Somodi
- 1982-1983 - Ipolyság
- 1984 - Gombaszög
- 1985-1986 - Örsújfalu
- 1987 - Jászó
- 1988 - Somodi

Járási Művelődési Táborok
- Örsújfalu - 1977-1988
- Gímes - 1978-1988 (1984-ben itt alakult meg a Ghymes zenekar)
- Somodi - 1980-1981, 1983-1988
- Latorca-part - 1981, 1983-1987
- Abroncsos - 1986-1988
- Almágy - 1986-1988

Az rendszerváltás után az újonnan alakult Diákhálózat vált a táborok szervezőjévé, melyek 1993-1998 között szüneteltek, majd 2005-től (a Gombaszög név megtartásával) Krasznahorkaváralja vált a tábor állandó helyszínévé (2008 kivételével). A 2000-es években 80-160 résztvevővel tartott tábornak 2010-ben már 380 (60 szervezővel), 2011-ben 550, 2012-ben pedig 700 résztvevője volt. Évről évre gyorsabban nőtt a résztvevők száma, 2019-ben már több, mint 30 000-en látogattak el a gombszögi táborba. A tábor szervezésében különösen fontos szerepet töltenek be a prágai Ady Endre Diákkör és a brünni Kazinczy Ferenc Diákkör (KAFEDIK) tagjai, 2009 óta a főszervező Orosz Örs, az AED volt elnöke.
Nyári táborok 1989-től napjainkig
- Örsújfalu - 1989-1993
- Gímes - 1998
- Köbölkút - 1999
- Gombaszög - 2001-2003
- Krasznahorkaváralja 2005-2007
- Gímes - 2008
- Krasznahorkaváralja - 2009-2015
- Gombaszög - 2016-

## Gombaszög himnuszok
- Jóvilágvan feat Gombaszög - Melyiké vagy? - 2014
- Felvidék Allstars & Jóvilágvan feat Gombaszög - Levegő - 2015
- SPLIFF ft. Gombszög - Ezen a nyáron - 2016
- Jóvilágvan feat Gombaszög - Ezeríz - 2017
- Felvidék Allstars & GILA - Otthonos - 2018-2019

## Csapatjátékok
A csapatjátékok minden évben helyet kapnak a Gombaszögi Nyári Tábor programjai között, hiszen évről évre nagyobb az érdeklődés a megmérettetések iránt. Rengeteg játék van, mint például iszapbirkózás, gulyásfőző verseny, paintball, száraz és vizes ügyességi versenyek, tájfutás, vizespóló és vizesgatya verseny. Minden évben az a csapat, aki a legtöbb pontot szedi össze a hét alatt, megnyeri a Vándorgomba díjat. A csapatok mindezeken túl különféle rejtvények megfejtéséért is pontokat kaphatnak. 2018-ban és 2019-ben a komáromi Kalicka nevű szabadulószoba is felállított egy szobát Gombaszögön, ahol – ha a csapatok sikeresen kiszabadultak – szintén pontot kaptak.

## A tábor adatai
| Év   | Látogatók száma                                                                                    | Időpont                                                                                            | A tábor mottói                                                                                     | Helyszín                                                                                           |
| ---- | -------------------------------------------------------------------------------------------------- | -------------------------------------------------------------------------------------------------- | -------------------------------------------------------------------------------------------------- | -------------------------------------------------------------------------------------------------- |
| 2010 | 380                                                                                                | 2010. július 20-25.                                                                                | | Krasznahorkaváralja                                                                                |
| 2011 | 550                                                                                                | 2011. július 12-17.                                                                                | | Krasznahorkaváralja                                                                                |
| 2012 | 700                                                                                                | 2012. július 10-15.                                                                                | Fluctuat, nec mergitur! (Hánykolódik, de el nem süllyed!)                                          | Krasznahorkaváralja                                                                                |
| 2013 | 1 570                                                                                              | 2013. július 16-21.                                                                                | Per unitatem vis! (Egységben az erő!)                                                              | Krasznahorkaváralja                                                                                |
| 2014 | 7 964                                                                                              | 2014. július 15-20.                                                                                | Vagyunk!                                                                                           | Krasznahorkaváralja                                                                                |
| 2015 | ?                                                                                                  | 2015. július 14-20.                                                                                | Itt tetszik a levegő!                                                                              | Krasznahorkaváralja                                                                                |
| 2016 | ?                                                                                                  | 2016. július 12-18.                                                                                | Újra itthon!                                                                                       | Gombaszög                                                                                          |
| 2017 | 13 000                                                                                             | 2017. július 10-16.                                                                                | Nem elég, hogy mint tölgy, kivágatánk...                                                           | Gombaszög                                                                                          |
| 2018 | 19 000                                                                                             | 2018. július 16-22.                                                                                | | Gombaszög                                                                                          |
| 2019 | 30 000                                                                                             | 2019. július 15-21.                                                                                | Gombaszög, az út haza                                                                              | Gombaszög                                                                                          |
| 2020 | A COVID-19 nevű világjárvány miatt a 2020-as tábor ELMARADT! Helyette 3 napos Gombaszög LITE volt. | A COVID-19 nevű világjárvány miatt a 2020-as tábor ELMARADT! Helyette 3 napos Gombaszög LITE volt. | A COVID-19 nevű világjárvány miatt a 2020-as tábor ELMARADT! Helyette 3 napos Gombaszög LITE volt. | A COVID-19 nevű világjárvány miatt a 2020-as tábor ELMARADT! Helyette 3 napos Gombaszög LITE volt. |
| 2021 | 10 000                                                                                             | 2021. július 14-18.                                                                                | | Gombaszög                                                                                          |
| 2022 | ?                                                                                                  | 2022. július 12-17.                                                                                | | Gombaszög                                                                                          |
| 2023 | ?                                                                                                  | 2023. július 11-16.                                                                                | | Gombaszög                                                                                          |
| 2024 | ?                                                                                                  | 2024. július 16-21                                                                                 | | Gombaszög                                                                                          |

## Koncertek
| 2018                  | 2018                                                                 | 2018                                                         | 2018                                                                | 2018                                                                 |
| Napok                 | Nagyszínpad                                                          | Kisszínpad                                                   | Folkszöglet                                                         | Folkszöglet                                                          |
| --------------------- | -------------------------------------------------------------------- | ------------------------------------------------------------ | ------------------------------------------------------------------- | -------------------------------------------------------------------- |
| Hétfő                 | -                                                                    | Estendøn, NDK                                                | -                                                                   | -                                                                    |
| Kedd                  | Kowalsky meg a Vega, Szabó Balázs Bandája                            | Átjáróház, DJ Peter                                          | Pántlika, Fonó Zenekar                                              | Pántlika, Fonó Zenekar                                               |
| Szerda                | Edda művek, Margaret Island                                          | Chiki Liki Tu-A, Mongoose Limit, DJ Peter                    | Tindia, Csángálló                                                   | Tindia, Csángálló                                                    |
| Csütörtök             | Ghymes, Punnany Massif                                               | Mörk, DJ Peter                                               | Rozmaring, V Arjos, Parno Graszt                                    | Rozmaring, V Arjos, Parno Graszt                                     |
| Péntek                | AKPH, Jóvilágvan, PASO                                               | Gonsofus, Nublao, DJ Peter                                   | Ľudová Hudba Rada Kertísa, Preßburger Klezmer Band                  | Ľudová Hudba Rada Kertísa, Preßburger Klezmer Band                   |
| Szombat               | Lovasi András, Anima Sound System                                    | Mandrake Moon, Hiperkarma, DJ Peter                          | Cimbaliband, Técsői Banda                                           | Cimbaliband, Técsői Banda                                            |
| 2019                  |                                                                      |                                                              |                                                                     |                                                                      |
| Napok                 | Csemadok Stage                                                       | Kocsmakert                                                   | Szifon terasz                                                       | Folkszöglet                                                          |
| Hétfő                 | -                                                                    | Bohemian Betyars, Transnomad                                 | -                                                                   | -                                                                    |
| Kedd                  | Majka                                                                | Csaknekedkislány, Kaukázus, DJ Peter                         | Amadinda, Abigél, Flashjet                                          | Rendhagyó Prímástalálkozó, Cimbaliband                               |
| Szerda                | Leander Kills, Follow The Flow                                       | Estendøn, Anima Sound System, DJ Peter                       | Noemo, Loyal                                                        | Lakatos Róbert és a RÉV zenekar, Michal Noga Band, Csángálló zenekar |
| Csütörtök             | Road, Intim Torna Illegál                                            | Odett, Alvin és a mókusok, DJ Peter                          | The Butchers, Renton and the Error Jam, Arizóna                     | Kaschauer Klezmer Band, Parapács zenekar                             |
| Péntek                | Rúzsa Magdi, Jóvilágvan                                              | Ricsardgír, Skaar, DJ Peter                                  | endorfin, Toolon Tool                                               | Varjos zenekar, Khamoro Budapest Band                                |
| Szombat               | István, a király rockopera                                           | Trapéz, Anna and the Barbies, DJ Peter                       | Armida                                                              | Besh o Drom                                                          |
| 2021 - Gombaszög Lite |                                                                      |                                                              |                                                                     |                                                                      |
| Napok                 | Csemadok Stage                                                       | Kocsmakert                                                   | Szifon terasz                                                       | Folkszöglet                                                          |
| Szerda                | A Nagyszínpadon nem volt fellépés 2021-ben.                          | Besh o droM, Rómeó vérzik, DJ Peter                          | endorfin, Babadara                                                  | Szalonna és bandája                                                  |
| Csütörtök             | A Nagyszínpadon nem volt fellépés 2021-ben.                          | Csaknekedkislány, Subscribe, DJ Peter                        | Farkas Attila trió, TooFar, A kutya vacsorája                       | Muzička, Gipsy Cimbalom Band feat. Braka                             |
| Péntek                | A Nagyszínpadon nem volt fellépés 2021-ben.                          | Jóvilágvan, Road, DJ Peter                                   | The Butchers, Ricsárdgír                                            | Fonó zenekar, Esszencia, Kerekes Band                                |
| Szombat               | A Nagyszínpadon nem volt fellépés 2021-ben.                          | Gorlo Volka, Bagossy Brothers Company, DJ Peter              | Night Ride, Régi Csibészek                                          | Ferenczi György és a Rackajam                                        |
| 2022                  |                                                                      |                                                              |                                                                     |                                                                      |
| Napok                 | Csemadok Stage                                                       | Kocsmakert                                                   | Szifon terasz                                                       | Folkszöglet                                                          |
| Kedd                  | -                                                                    | 30fok árnyékban, Aurevoir., DJ Peter                         | HoryZone, Genius Locci, Babadara                                    | Csángálló zenekar                                                    |
| Szerda                | 30Y, Kúbi                                                            | Slow Village, Jóvilágvan, DJ Peter                           | Storyum, Pálmafunk, Túlontool                                       | Poklade zenekar, Banda Slovakia, Sajó Banda                          |
| Csütörtök             | Carson Coma                                                          | Eleven költők társasága, The Butchers, DJ Peter              | Cornfield Kids, Gorlo Volka, gomoly                                 | Nagy Csomor András és zenekara, Tükrös zenekar, Góbé                 |
| Péntek                | Beliczay Kamarazenekar, Csík Zenekar, Presser Gábor, Karácsony János | Group 'N' Swing, Óperentzia, Dilemma, DJ Peter               | Next Summer, José, Jakuza Ritual                                    | Muzsikás együttes, Fanfara Transilvania                              |
| Szombat               | Ákos                                                                 | Dallos Bogi, Estendøn, Elefánt, DJ Peter                     | endorfin, Arizóna, Mona Lisa Smile                                  | Sajó Banda, Parno Graszt                                             |
| 2023                  |                                                                      |                                                              |                                                                     |                                                                      |
| Napok                 | Csemadok Stage                                                       | Petőfi Színpad                                               | Szifon színpad                                                      | Folkszöglet                                                          |
| Kedd                  | -                                                                    | Flanger Kids, Analog Balaton, endorfin, DJ Peter             | GHP, Retrock, Exit,                                                 | Sajó Banda                                                           |
| Szerda                | -                                                                    | Blahalouisiana, Ivan and the Parazol, Rómeó Vérzik, DJ Peter | HoryZone, Sin Seekas, Trapéz, DJ Riwelto                            | Romengo & Lakatos Mónika                                             |
| Csütörtök             | Ossian, Paddy and the Rats, Beton.Hofi                               | Дeva, Bëlga, Korai Electric, DJ Peter, DJ Zselinszky         | Ketten, Jakuza Ritual, Buy Her Sugar                                | Fanfara Complexa                                                     |
| Péntek                | Azahriah, Bohemian Betyars                                           | Damara, Jóvilágvan, SunCity Brass, DJ Inorganic              | No Para, Kingfishers, Shallov.                                      | Kaschauer Klezmer Band                                               |
| Szombat               | Pál-Baláž Karmen, Rúzsa Magdi                                        | Hiperkarma, AWS, DJ Peter                                    | Pusztaszer, Locomotiv Revival Band, The Beat This, Döndi Duó & Roli | Pósfa zenekar, Góbé                                                  |
| 2024                  |                                                                      |                                                              |                                                                     |                                                                      |
| Hamarosan...          |                                                                      |                                                              |                                                                     |                                                                      |

## Jegyárak
| Jegy típusa | Jegy típusa | Early Bird                                        | Téli                                              | Tavaszi                                           | Nyári                                             | Teljes ár                                         | Ingyenes                                  |
| ----------- | ----------- | ------------------------------------------------- | ------------------------------------------------- | ------------------------------------------------- | ------------------------------------------------- | ------------------------------------------------- | ----------------------------------------- |
| Hetijegy    | 2018        | 30€                                               | 35€                                               | 40€                                               | 45€                                               | 50€                                               | Az 1990 előtt születetteknek              |
| Hetijegy    | 2019        | 35€                                               | 45€                                               | 55€                                               | 59€                                               | 69€                                               | A Galántai és a Vágsellyei járás lakóinak |
| Hetijegy    | 2021        | 45€                                               | 55€                                               | 59€                                               | 59€                                               | 69€                                               | Az Érsekújvári járás lakóinak             |
| Hetijegy    | 2022        | 55€                                               | 65€                                               | 69€                                               | 69€                                               | 79€                                               | A Rimaszombati járás lakóinak             |
| Hetijegy    | 2023        |                                                   |                                                   |                                                   |                                                   |                                                   | Az 1990 előtt születetteknek              |
| Hetijegy    | 2024        | 69€                                               | 79€                                               | 89€                                               | 99€                                               | 110€                                              | -                                         |
| Napijegy    | 2018        | 13€                                               | 13€                                               | 13€                                               | 13€                                               | 13€                                               | -                                         |
| Napijegy    | 2019-2021   | 15€                                               | 15€                                               | 15€                                               | 15€                                               | 15€                                               | -                                         |
| Sátorjegy   | 2018        | 10€                                               | 10€                                               | 10€                                               | 10€                                               | 10€                                               | -                                         |
| Sátorjegy   | 2019        | 10€                                               | 10€                                               | 10€                                               | 10€                                               | 10€                                               | -                                         |
| Sátorjegy   | 2021-2022   | A kemping - 15€, B kemping - 10€                  | A kemping - 15€, B kemping - 10€                  | A kemping - 15€, B kemping - 10€                  | A kemping - 15€, B kemping - 10€                  | A kemping - 15€, B kemping - 10€                  | -                                         |
| Sátorjegy   | 2024        | A kemping - 25€, B kemping - 10€, C kemping - 10€ | A kemping - 25€, B kemping - 10€, C kemping - 10€ | A kemping - 25€, B kemping - 10€, C kemping - 10€ | A kemping - 25€, B kemping - 10€, C kemping - 10€ | A kemping - 25€, B kemping - 10€, C kemping - 10€ | -                                         |
| Partyvonat  | 2018        | 25€                                               | 25€                                               | 25€                                               | 25€                                               | 25€                                               | -                                         |
| Partyvonat  | 2019        | 26€                                               | 26€                                               | 26€                                               | 26€                                               | 26€                                               | -                                         |

## Gombaszög LITE
A 2020-as tábor a kialakult világjárvány miatt elmaradt, helyette egy Gombaszög LITE nevű háromnapos fesztivált rendeztek meg augusztus 20-23. között. A 3 napos jegy ára 29 € volt, napijegyeket nem árusítottak. A kempingért külön fizetni nem kellett. Mivel az eseményt csak 1000 főig rendezhették, A Bebek kempinget nem nyitották meg.

### Fellépők
A Gombaszög LITE a hazai előadókat részesítette előnyben, mindössze két külföldi fellépőt hívtak: a Csángálló zenekart és a Brainst. Mellettük Felvidék legjobb zenei formációinak örülhettek a résztvevők. Fellépett a Jóvilágvan, Estendøn, Phoenix RT, Gorlo Volka, Fortissimo Music Band, Szarka Gyula és zenekara, The Butchers, Next Summer, Nagy Csomor András és zenekara, Chapter5, Korona Énekegyüttes, Zekeres, Ági és a fiúk, Paradigma, Viharvirág.

## Lásd még

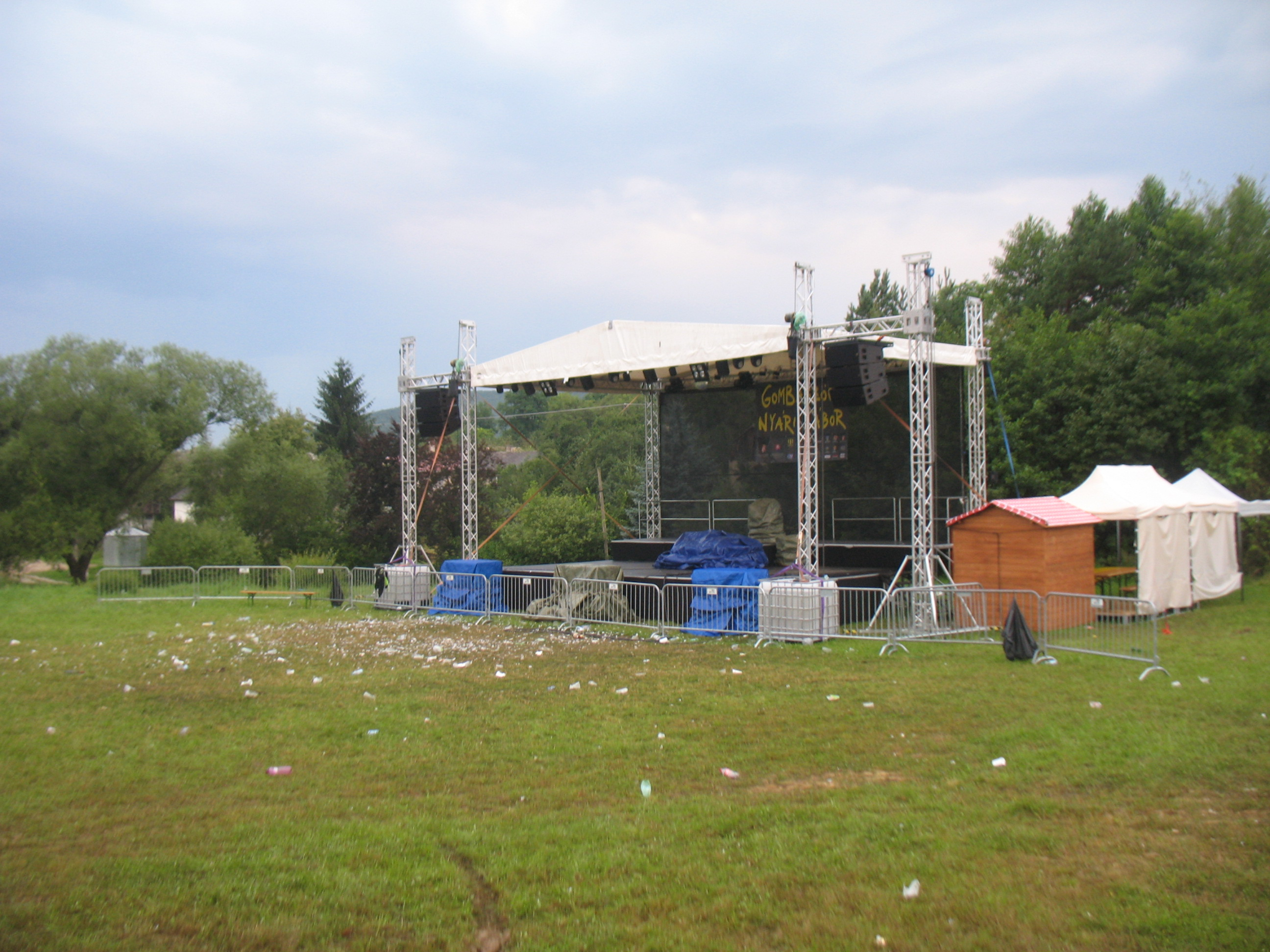
Hajnali tábori élet
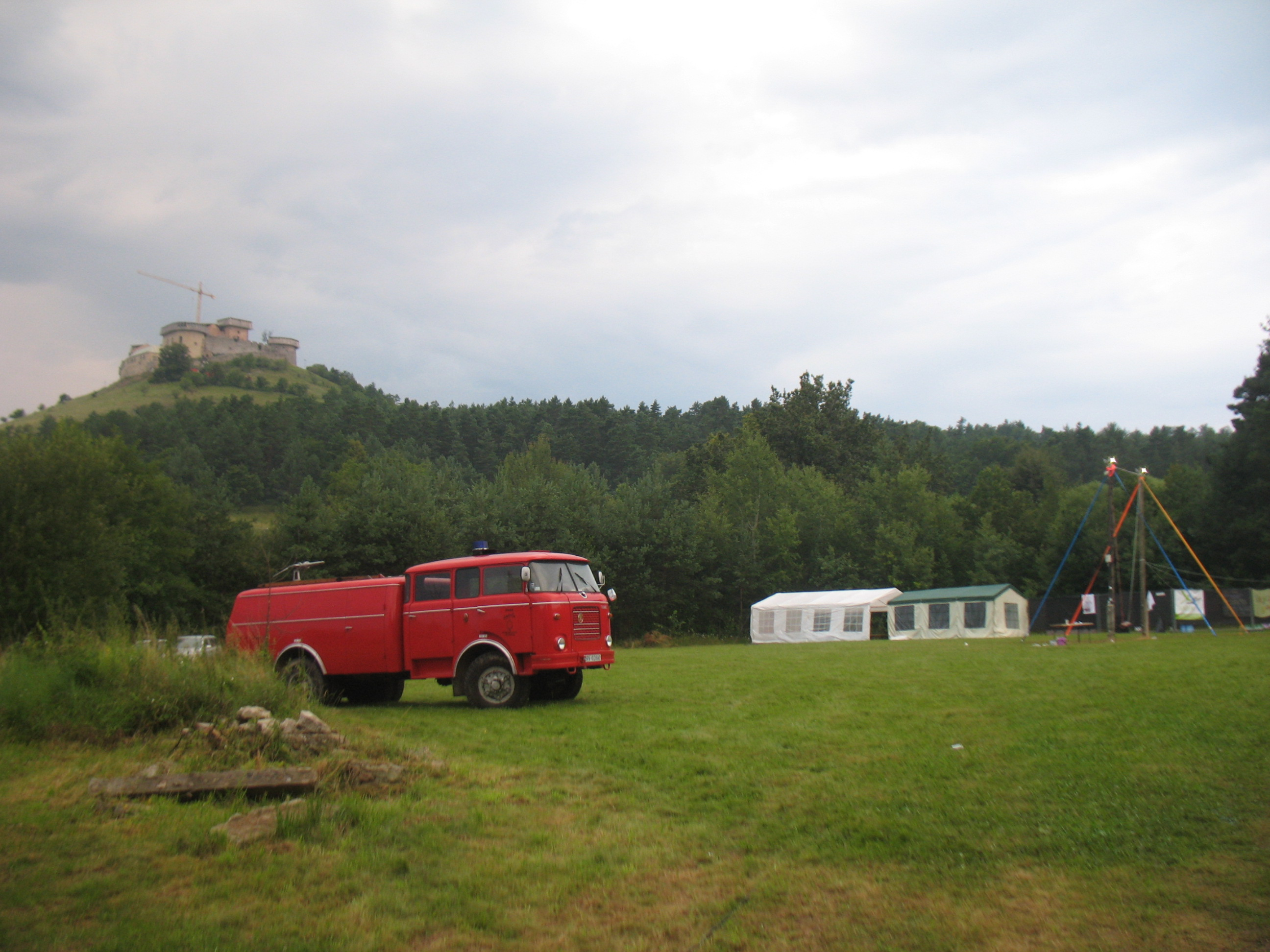
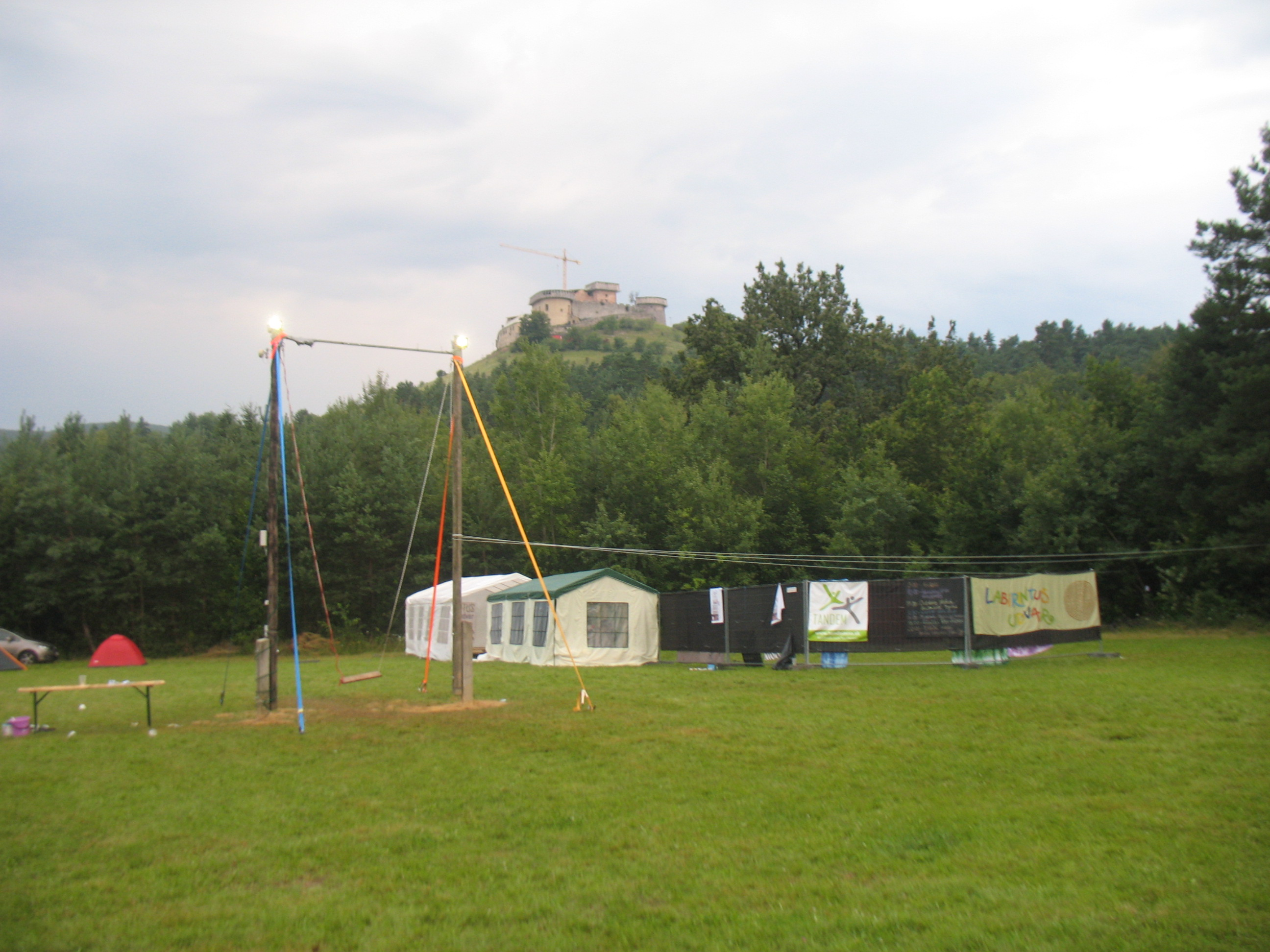
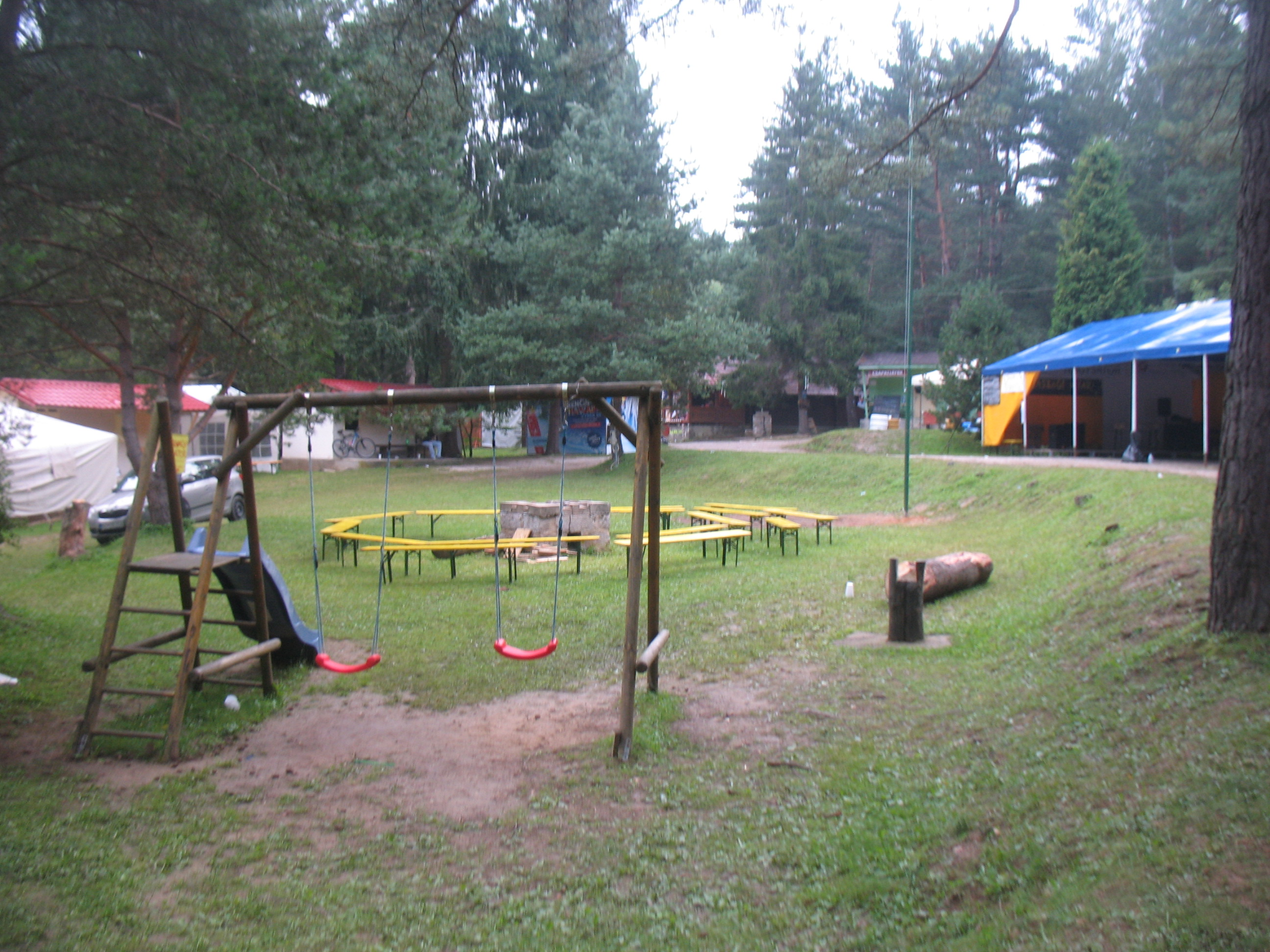
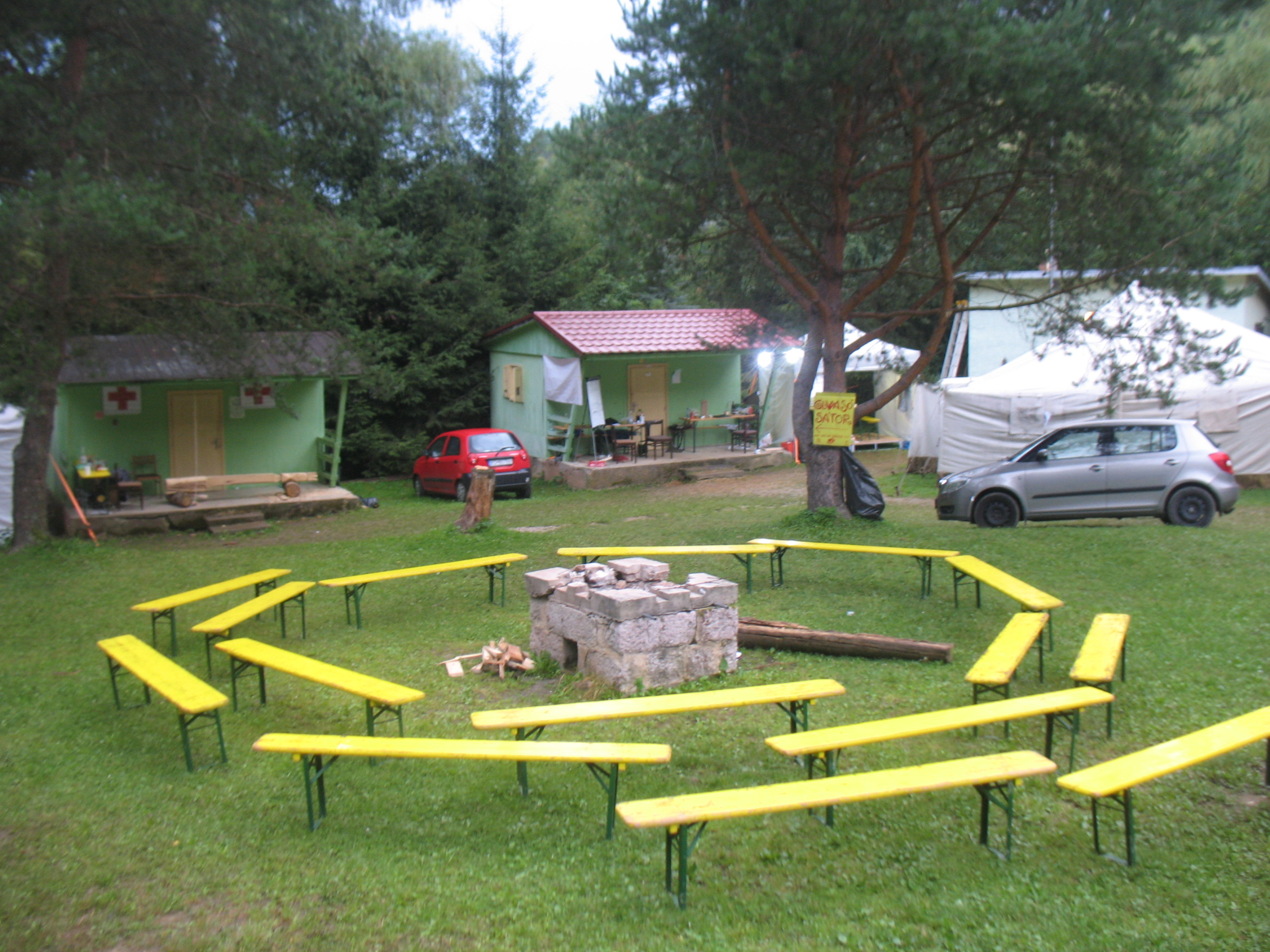
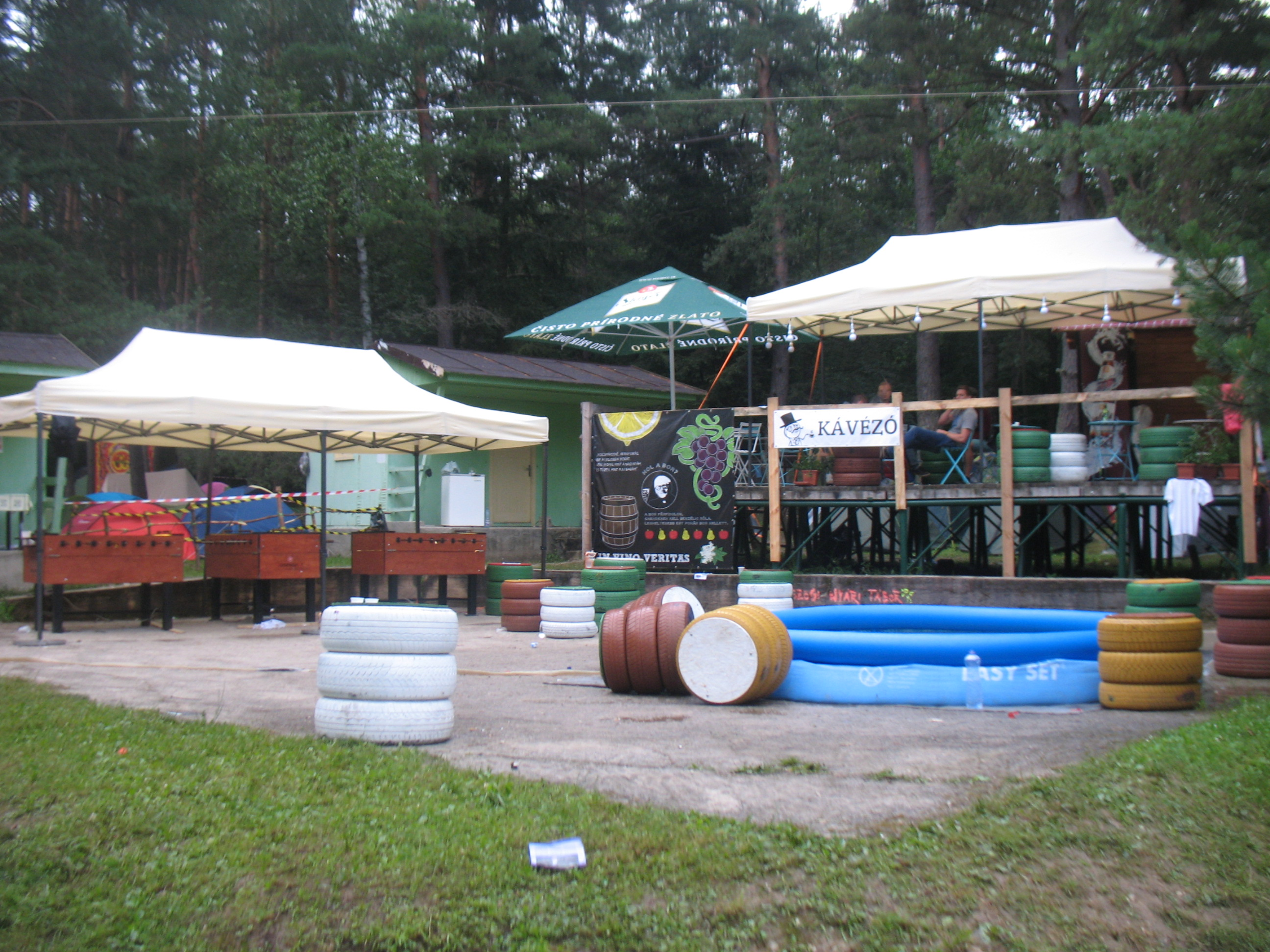
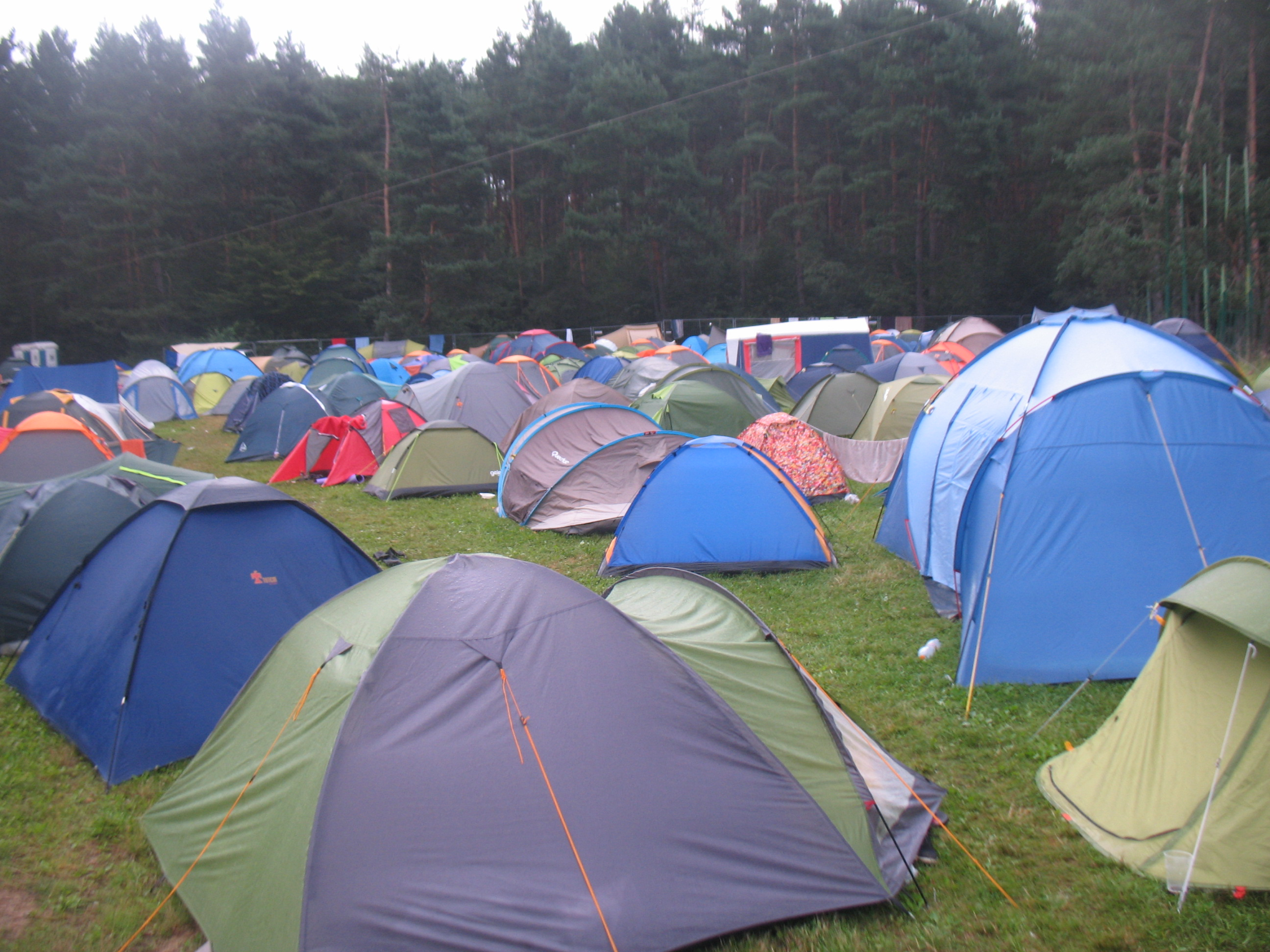

- Diákhálózat
- Ady Endre Diákkör

## Külső hivatkozások
- A Gombaszögi Nyári Tábor honlapja
- A Gombaszögi Nyári Tábor Facebook oldala
- A Gombaszögi Nyári Tábor Instagramja
- A Gombaszögi Nyári tábor YouTube oldala